# A'Ali CSC
Der A'Ali Cultural & Sports Club (arabisch نادي عالي الثقافي والرياضي) ist ein 1968 gegründeter bahrainischer Sportverein aus A'ali im nördlichen Gouvernement. Aktuell, Stand Oktober 2024, spielt der Verein in der ersten Liga, der Bahraini Premier League. 

## Erfolge
- Bahrainischer Zweitligavizemeister: 2023/24  ▲

## Stadion
Der Verein trägt seine Spiele in verschiedenen Stadien des nördlichen Gouvernements aus.
- Sheikh Ali bin Mohammed Stadium, al-Muharraq
- Stād Al Bahrayn Al Watanī, Riffa

## Trainer
Stand: Oktober 2024
| Trainer     | von            | bis   |
| ----------- | -------------- | ----- |
| Milan Đurić | 1. August 2023 | heute |